# Igrzyska olimpijskie w Warszawie
Igrzyska olimpijskie w Warszawie, Igrzyska Nadwiślańskie – podnoszone w różnych latach i dotychczas niezrealizowane projekty zakładające organizację letnich igrzysk olimpijskich w Warszawie, wzdłuż Wisły.

## Starania Polski i Warszawy o organizację olimpiady
- W 1920 Rada do spraw Wychowania Fizycznego i Kultury Cielesnej wnioskowała, aby rząd ułatwił stowarzyszeniom sportowym zakładanie w kraju boisk, a w Warszawie – budowę stadionu sportowego, w którym można by w przyszłości zorganizować igrzyska olimpijskie.
- Podczas sesji Międzynarodowego Komitetu Olimpijskiego w Lozannie w 1921 przedstawiciel YMCA i krzewiciel idei igrzysk regionalnych Elwood Brown zaproponował przeprowadzenie Igrzysk Centralnej Europy. Pomysł ten nie zyskał szerszego poparcia.
- Od 1920 delegat Polski Edward Wittig wnioskował w MKOl o organizowanie co dwa lata igrzysk regionalnych dla 14 państw Europy Środkowej, propozycję podniesiono na 21. Sesji MKOl w Paryżu w 1922, idea również nie spotkała się z większym poparciem.
- Podczas 36. Sesji MKOl w Warszawie, w 1937, ówczesny prezydent miasta Stefan Starzyński zadeklarował chęć zorganizowania tam w przyszłości igrzysk olimpijskich. Dzielnicę olimpijską planowano zlokalizować w rejonie Czerniakowa i Siekierek[1].

## Idea organizacji igrzysk w Warszawie w 2012
Z propozycją zorganizowania w Warszawie w 2012 XXX Igrzysk Olimpijskich wystąpił w 1992 na wielkanocnym spotkaniu olimpijczyków mistrz świata we florecie Ryszard Parulski. We wrześniu Ryszard Parulski oraz architekt i mistrz olimpijski w szermierce Wojciech Zabłocki zaprezentowali założenia programowe i koncepcję przestrzenną Igrzysk Nadwiślańskich. W 1993 utworzono fundację „Olimpiada 2012”, której celem miała być promocja Igrzysk Nadwiślańskich, oraz Komisję Igrzysk Nadwiślańskich przy MKOl, która zajmowała się sprawami planistycznymi i urbanistycznymi. W 1994 zorganizowano konkurs na logo igrzysk, w którym zwyciężył znak zaprojektowany przez studentkę architektury Agnieszkę Kosmulską.
W kolejnych latach koncepcja zyskała poparcie warszawskich gmin Centrum, Białołęka, Bielany, Bemowo i Wilanów, prezentowano ją również Radzie Warszawy, zarządowi miasta i mieszkańcom, na forum krajowym i międzynarodowym. W 1997 zorganizowano międzynarodowe seminarium w Stowarzyszeniu Architektów Polskich „Wpływ igrzysk olimpijskich na urbanistykę miast i środowisko”. Utworzono w MKOl Komisję ds. Igrzysk Olimpijskich w Polsce, zajmującą się sprawami projektu organizacji igrzysk zimowych w Zakopanem w 2006 i letnich w Warszawie w 2012. Powołano Doradcę Prezydenta m.st. Warszawy ds. Olimpiady 2012, a w 1998 – Zespół ds. Igrzysk Olimpijskich 2012 przy Prezydencie m.st. Warszawy. Strategiczne obszary olimpijskie wpisano do studium uwarunkowań i kierunków zagospodarowania przestrzennego Warszawy.

### Koncepcja przestrzenna igrzysk

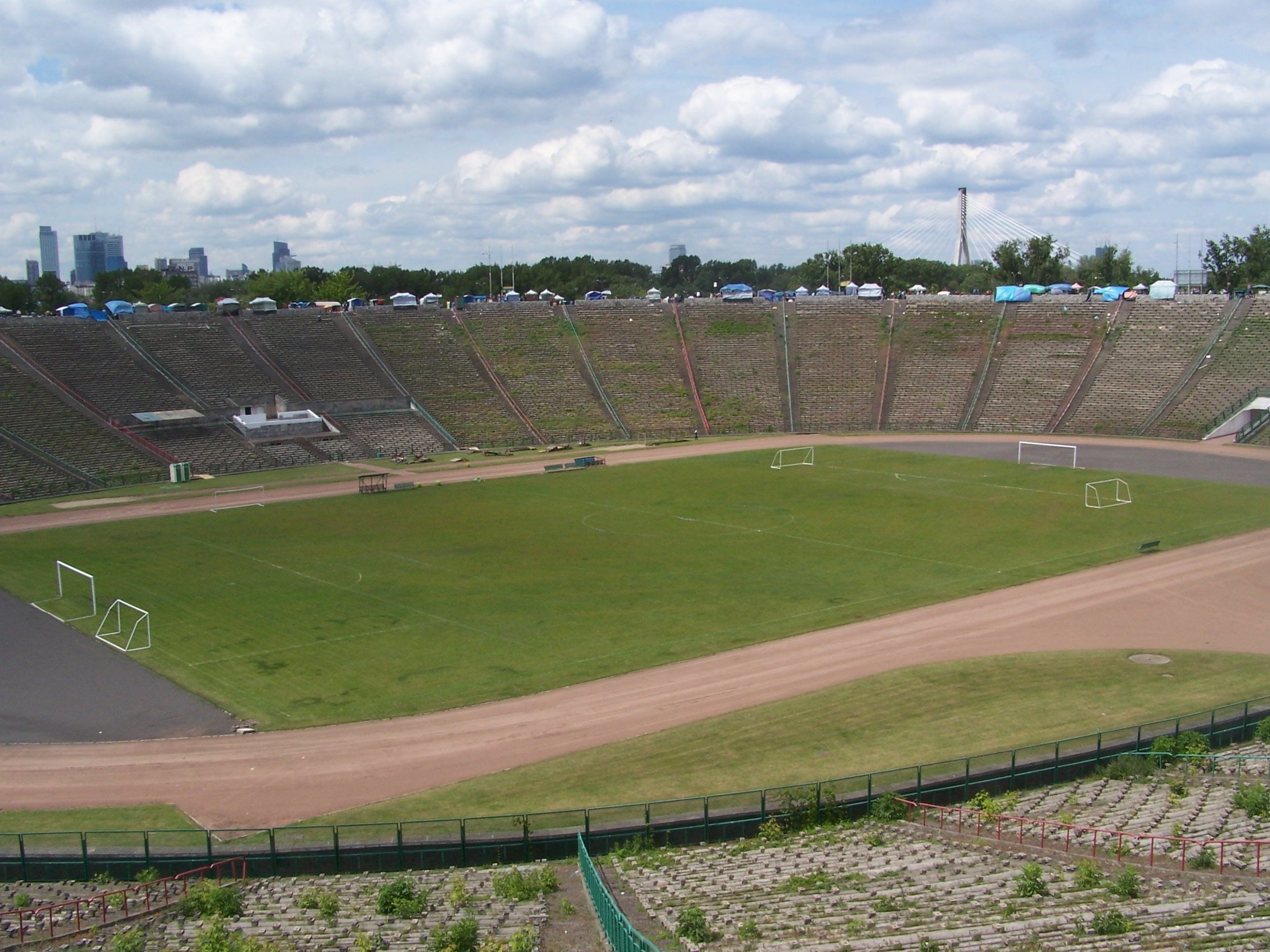
Stadion Dziesięciolecia w 2006. Zbudowany w tym miejscu w latach 2008-2011 nowy Stadion Narodowy jest stadionem piłkarskim, który nie posiada już bieżni i nie zapewnia warunków do organizowania zawodów lekkoatletycznych, co zakładano w koncepcji igrzysk

Projekt zakładał organizację imprez w obiektach zlokalizowanych w większości liniowo wzdłuż Wisły, po obu jej brzegach, na terenach parkowych w międzywalu, przy jednoczesnym zachowaniu walorów rzeki jako korytarza ekologicznego. Proponowano powstanie czterech głównych zespołów olimpijskich:
- Tereny Stadionu Dziesięciolecia, Portu Praskiego i tereny uniwersyteckie (w innych opracowaniach nazywano ten obszar „Salonem Warszawy”) – przewidywano tu:
  - Tereny stadionu (poza organizacją olimpiady planowano przystosowanie ich do imprez targowych, przy zachowaniu dużych powierzchni terenów zieleni):
    - centralny stadion olimpijski z ośmiotorową bieżnią, nową widownią na 70 tys. miejsc, programem handlowo-gastronomicznym, obiektami towarzyszącymi dla zawodników, organizatorów i mediów; na stadionie miała się odbyć ceremonia otwarcia i zamknięcia, konkurencje lekkiej atletyki, finał piłki nożnej i konkurs jeździecki skoków;
    - centralną salę sportowo-widowiskową w rejonie al. Zielenieckiej i ul. Zamoyskiego, z areną o wymiarach 30 × 60 m i widownią na 15 tys. widzów, w której miały się odbyć finały koszykówki i siatkówki oraz gimnastyka artystyczna;
    - ośrodek sportu młodzieżowego – wzdłuż al. Zielenieckiej miało stanąć kilka sal treningowych, do których możliwe byłoby dobudowanie tymczasowej widowni – tu odbywałyby się zawody w sportach walki: szermierce, boksie, zapasach, dżudo, karate i taekwondo;

  - Tereny Portu Praskiego miały zostać połączone kładką dla pieszych nad torami kolei średnicowej. Planowano zlokalizowanie tu sali kongresowej na 5 tys. miejsc, głównego centrum prasowego, międzynarodowego centrum przekazu i hotelu z co najmniej 1200 pokojów;
  - Tereny sportowe uniwersytetu na Powiślu – projektowano w tym rejonie budowę sali sportowej z widownią na 1 tys. miejsc z możliwością rozbudowy do 3 tys. miejsc, rozważano połączenie ich pieszą kładką z terenami Portu Praskiego.

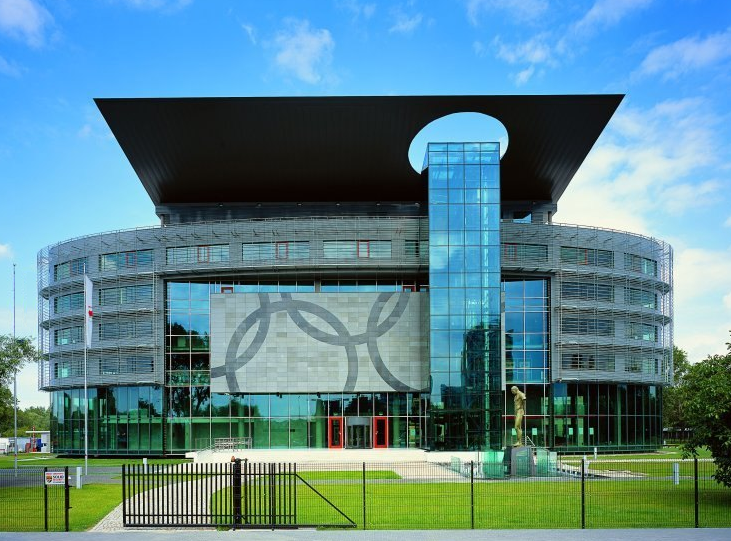
Centrum Olimpijskie na Żoliborzu, wybudowane w latach 2002–2004

- Tereny nadwiślańskie na Żoliborzu, od mostu gen. Grota-Roweckiego do Cytadeli, wraz z Golędzinowem:
  - KS Spójnia i tereny sąsiednie – na tym obszarze planowano:
    - centrum olimpijskie – siedziba PKOl, hotel na 200 pokojów, małe centrum kongresowe z salą na ok. 600 miejsc, możliwą do wykorzystania także na imprezy muzyczne,
    - pływalnię olimpijską – kompleks basenów olimpijskich – basen 50 m, basen do skoków, basen treningowy, baseny rekreacyjne i otwarte, stała widownia na 3-4 tys. widzów z możliwością powiększenia na czas igrzysk do 12 tys. miejsc;
    - zespół rozrywkowy z kinami, pomiędzy pływalnią a zespołem kin miało powstać „forum sportowe” do organizowania pokazów, imprez sportowych jazdy na deskorolkach itp.;
    - zespół handlowy w rejonie mostu Grota-Roweckiego z parkiem sportowym rozciągającym się także na dolny taras Wisły;
    - tereny rekreacyjne tenisa na obszarze KS Spójnia, poddanego rewaloryzacji, i tereny jazdy konnej w pobliżu mostu Grota-Roweckiego, z możliwością wykorzystania pomieszczenia technicznego pod mostem jako krytej ujeżdżalni;

  - Tereny Cytadeli – tu przewidywano budowę Muzeum Wojska Polskiego, z możliwością rozegrania tu turnieju szermierczego, proponowano też program kulturalny igrzysk w pobliskim Forcie Legionów;
  - Golędzinów – w tym rejonie proponowano budowę hali targowej z możliwością dostosowania do funkcji sportowej, z trybunami na 10 tys. miejsc, gdzie rozegrano by turniej dżudo i piłki ręcznej.

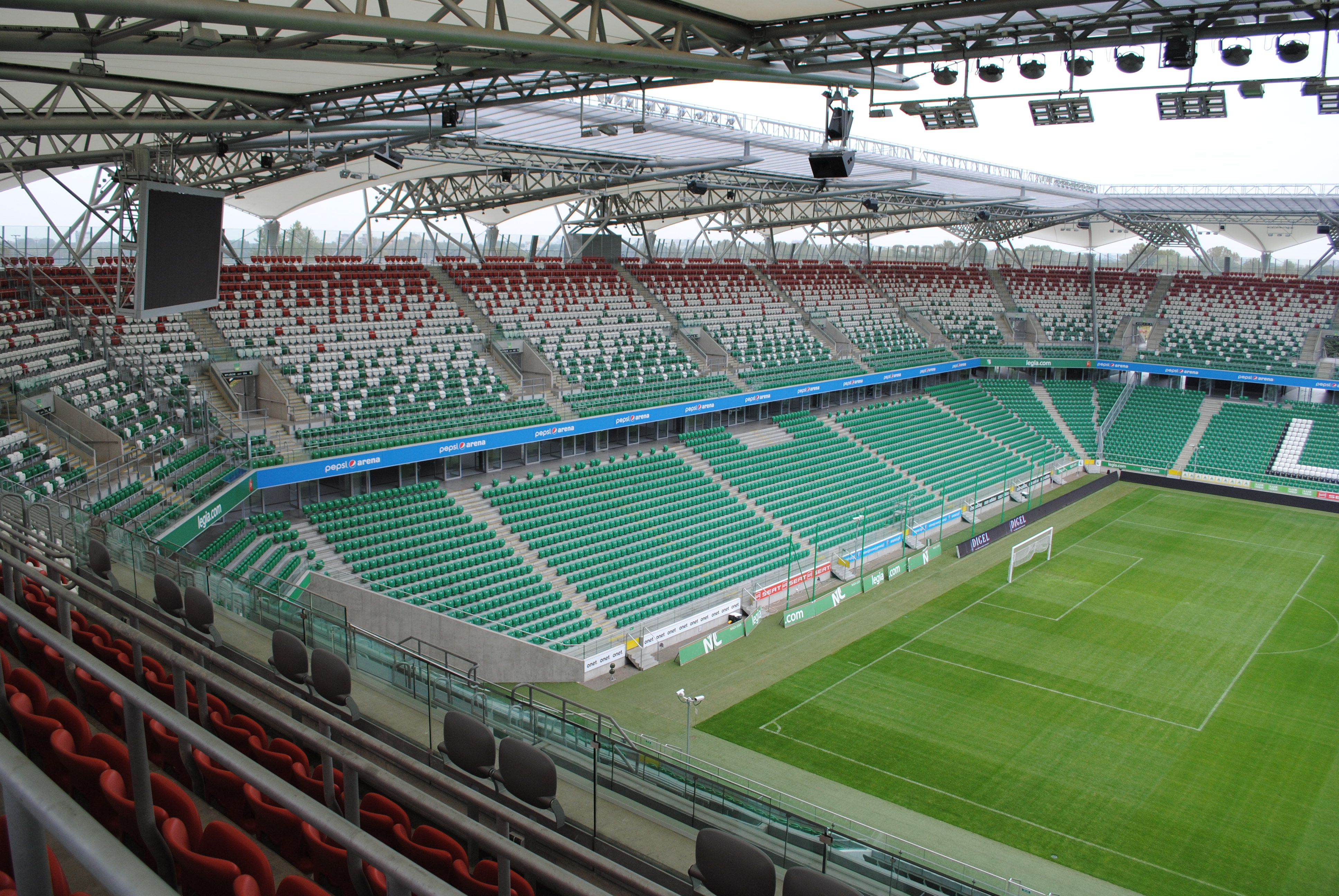
Nowy stadion Legii, zbudowany w latach 2008–2011

- Tereny Legii przy ul. Łazienkowskiej, Torwaru i Cypla Czerniakowskiego:
  - Tereny Legii miał zająć piłki nożnej z trybunami krytymi na 25-30 tys. widzów, boisko treningowe, boisko tenisa z kortami treningowymi, hotel na 250 pokojów, sala sportowa, w której odbywałyby się treningi boksu, oraz pływalnia;
  - W sali Torwaru I planowano turniej bokserski, w sali Torwaru II – treningi bokserskie, projektowano też obok nowy budynek – siedzibę polskich związków sportowych;
  - Cypel Czerniakowski – projektowano tu amfiteatr na 5 tys. widzów na osi Kanału Piaseczyńskiego, otoczony wodą, miałyby tu się odbywać festiwale i imprezy muzyczne, a podczas igrzysk – turniej podnoszenia ciężarów.
- Park pod Skocznią i tereny KS Warszawianka – na tym obszarze postulowano zlokalizowanie boisk i terenów sportowych, o trawiastej lub mineralnej nawierzchni, z niewielką ilością obiektów kubaturowych:
  - tereny wzdłuż al. Sikorskiego – planowano tu boisko do baseballa z widownią na 12 tys. miejsc, boisko do softballa z widownią na 5 tys. miejsc, boiska pomocnicze bez widowni pełniące rolę boisk treningowych, strzelnicę z łuków z terenem treningowym, pomieszczenia pomocnicze do obsługi zawodników, widzów i organizatorów;
  - tereny wzdłuż ul. Sobieskiego – przewidywano tu główny ośrodek tenisowy z kortem centralnym, z trybuną na 10 tys. miejsc, i 9 kortami mniejszymi z trybunami oraz 8 kortami treningowymi, a także ośrodek hokeja na trawie z boiskiem głównym na 25 tys. widzów, boiskiem pomocniczym i 2 boiskami do rozgrzewki;
  - tereny KS Warszawianka miały zajmować kryte i otwarte obiekty treningowe.

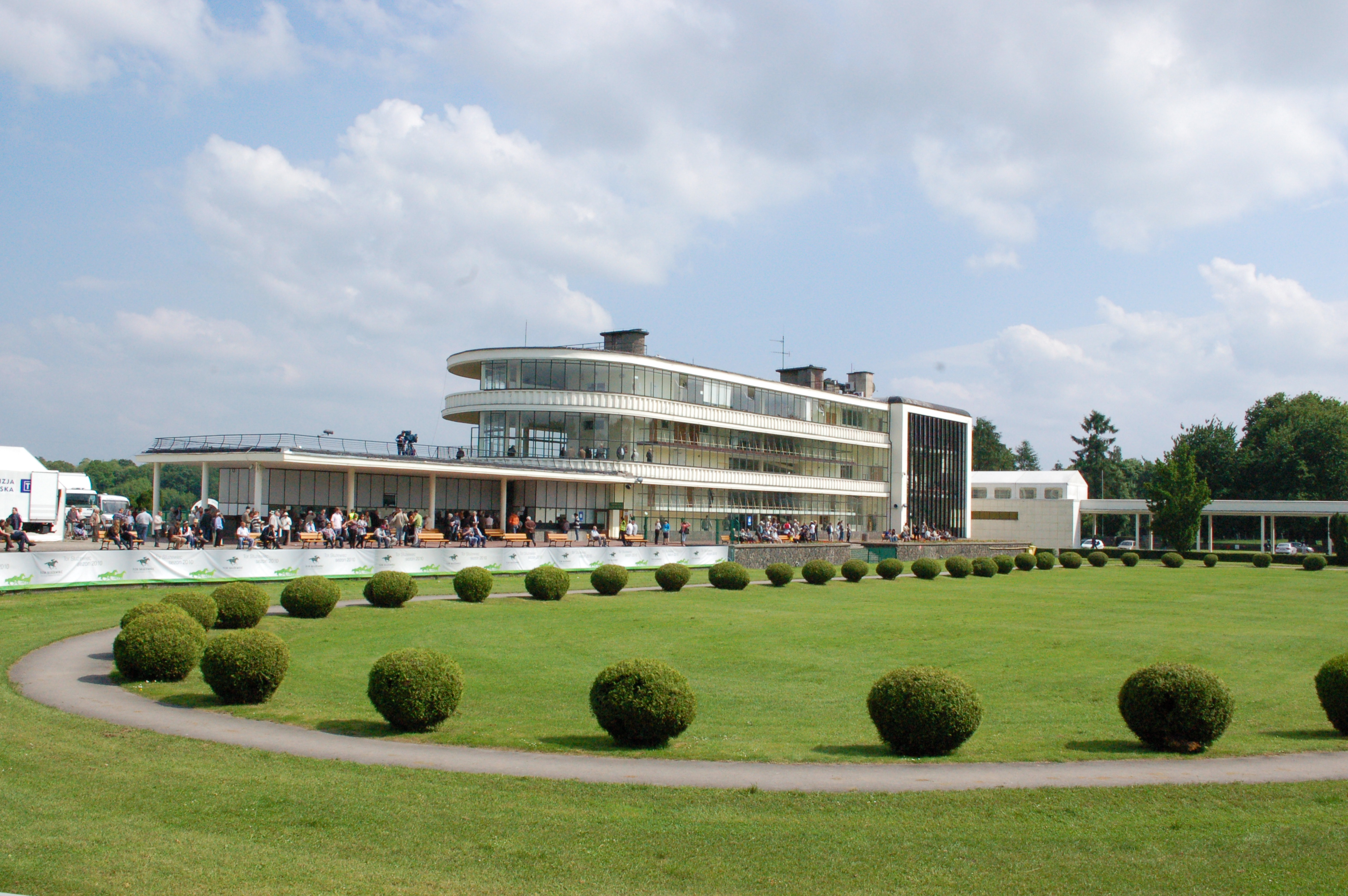
Tor wyścigów konnych na Służewcu

- Ponadto podczas igrzysk miały być wykorzystywane inne obiekty sportowe:
  - tor wyścigów konnych na Służewcu – tu miałyby zostać rozegrane konkursy jeździeckie oprócz WKKW i finału skoków,
  - tereny Wojskowej Akademii Technicznej – w tym rejonie strzelnica,
  - tereny sportowe KS Legia na Bemowie – pięciobój nowoczesny
  - ośrodek Legii w Wesołej (Stara Miłosna) – WKKW
  - Jezioro Zegrzyńskie – triathlon, tor regatowy w Zegrzu Południowym, siatkówka plażowa.

Zakładano także rozegranie niektórych konkurencji poza Mazowszem: regaty żeglarskie miały być rozegrane w Sopocie, zawody kajakarskie i rowerowe (slalom górski, wyścig górski cross country, kolarski wyścig szosowy) – w rejonie Nowego Sącza, eliminacje piłki nożnej – w wybranych miastach (Kraków, Gdańsk, Łódź).
Na Siekierkach, na południe od Trasy Siekierkowskiej miała powstać wioska olimpijska – dzielnica mieszkaniowa na 15 tys. mieszkańców, z własnym centrum handlowym, rozrywkowym, restauracjami, kliniką, centrum logistyki, magazynami i zespołem treningowym. Z kolei w rejonie osiedli Zastów i Las proponowano zlokalizowanie wioski mass-mediów, a na Ursynowie w rejonie SGGW – wioskę sędziów i personelu technicznego na 5 tys. miejsc.